# Tholera confinis
Tholera confinis är en fjärilsart som beskrevs av Stephens 1827. Tholera confinis ingår i släktet Tholera och familjen nattflyn. Inga underarter finns listade i Catalogue of Life.